# Autumn (группа, Россия)
«Autumn» — российская готик/дум-метал-группа. Группа основана в 1993 году в Екатеринбурге. Расформирована в 2003 году. Бывшими участниками Autumn образованы две ныне действующих команды — «Люди Осени» и Arcanar.

## Состав

### Последний состав
- Феликс Вигоров (бас)
- Сергей Бердышев (ударные)
- Людмила Емельяшина (альт)
- Юрий «Роттор» Кетов (вокал, гитара)
- Роман Ильин (гитара)

### Бывшие участники
- Светлана «Славяна» Полежаева — клавиши, вокал
- Сергей «Ворон» Кунавин — гитара
- Марина Коган — вокал
- Григорий Шубин — гитара
- Арсений Семенихин — клавиши

## Дискография

### Полноформатные альбомы
- …And We Are Falling Leaves (1997)
- Чёрные крылья (2000)
- Осень вечна (2003)

### Демо
- The Druid Autumn (1995)

## История группы
«Autumn» началась в 1993 году в Екатеринбурге (Россия).
Идея создания группы принадлежала Юрию «Роттору» — бывшему гитаристу «Русской Зимы» и участнику первого состава группы «Thy Repentance» и Сергею Бердышеву — барабанщику, знакомому Роттору ещё по совместному участию в школьных и студенческих группах. На тот момент Сергей сотрудничал с группой «Алетейа», которая в самом начале своего развития экспериментировала в области Death Metal. Именно в этой группе и был найден второй гитарист Сергей «Ворон».
Всех троих объединил интерес к новой, для того времени, музыке — Doom, общая предрасположенность к меланхолии и неприятие всяческой суеты и торопливости.
Группа начала репетировать.
Чуть позже к группе присоединилась клавишница и вокалистка Светлана Полежаева «Славяна».
Затем, поменяв несколько неприжившихся бас-гитаристов, «осенние люди» вспомнили, о некоем человеке, который играл с ними ещё в школьной группе, по имени Феликс Вигоров.
Так завершилось образование первого состава «Осени».
В 1995 году на одной из маленьких репетиционных студий группа записывает своё первое демо «The Druid Autumn», состоящее из трёх композиций на английском языке. Распространением демо занимается «Undead wood» и оно получает хорошие отзывы в нескольких андеграундных печатных изданиях.
В 1997 году на студии «Pinoccio Records» записан первый полновесный 60-минутный демоальбом группы «…And We Are Falling Leaves». Все тексты, по-прежнему, на английском языке.
После выхода альбома в группе происходят большие кадровые перестановки. Новым составом группа готовит и выпускает в 2000 году второй альбом — «Чёрные Крылья», записанный, как и ранее на студии «Pinoccio Records». На этот раз все песни, кроме одной, на родном — русском языке. Уход от английского языка связан с желанием более свободно и глубоко выражать свои мысли. Начиная с этого момента «Autumn» окончательно переходит на родной язык. Альбом выходит небольшим тиражом и быстро распространяется через местные магазины и рассылку.
По уже сложившейся традиции, после выхода альбома происходят изменения в составе группы. Меняется гитарист, уходит клавишник, но появляется новый инструмент — альт и альтистка Людмила Емельяшина, чей приход сильно изменяет и обогащает звучание группы.
В начале 2003 года заканчивается запись последнего альбома группы — «Осень Вечна». Из-за неудовлетворения музыкантов звучанием предыдущих альбомов, запись, в качестве эксперимента ведётся двумя путями. Запись барабанов, сведение и мастеринг делаются в местной студии «AV — misic», а вся остальная работы по записи альбома выполняется самостоятельно в домашних условиях. Результат эксперимента оказывается на удивление положительным. Звучание получается гораздо более близким к желаемому, чем ранее.
Для альбома находится издатель — «Stygian Crypt Productions». В июне 2003 альбом AUTUMN «Осень вечна» выходит тиражом 1000 экземпляров. …и становится прощальным альбомом группы.
В это же время группа официально прекращает своё существование.
Позже все альбомы группы переиздаются на Stygian Crypt Productions в 2005—2006 годах.